# Марчетели
Марчетѐли (на италиански: Marcetelli, на местен диалект Marcitèlli, Марчители) е село и община в Централна Италия, провинция Риети, регион Лацио. Разположено е на 930 m надморска височина. Населението на общината е 82 души (към 2010 г.).